# Fontana Maggiore

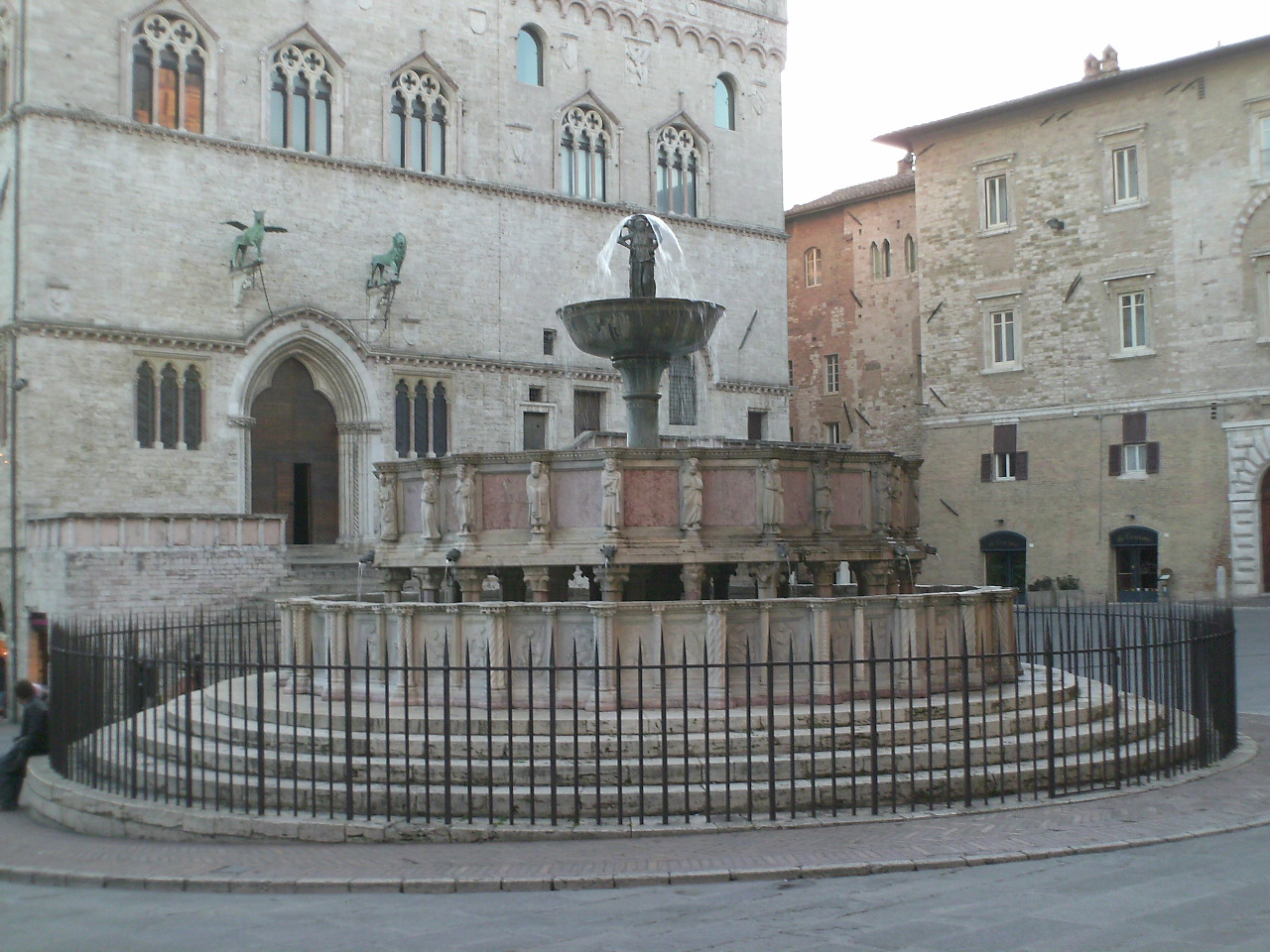
Die Fontana Maggiore

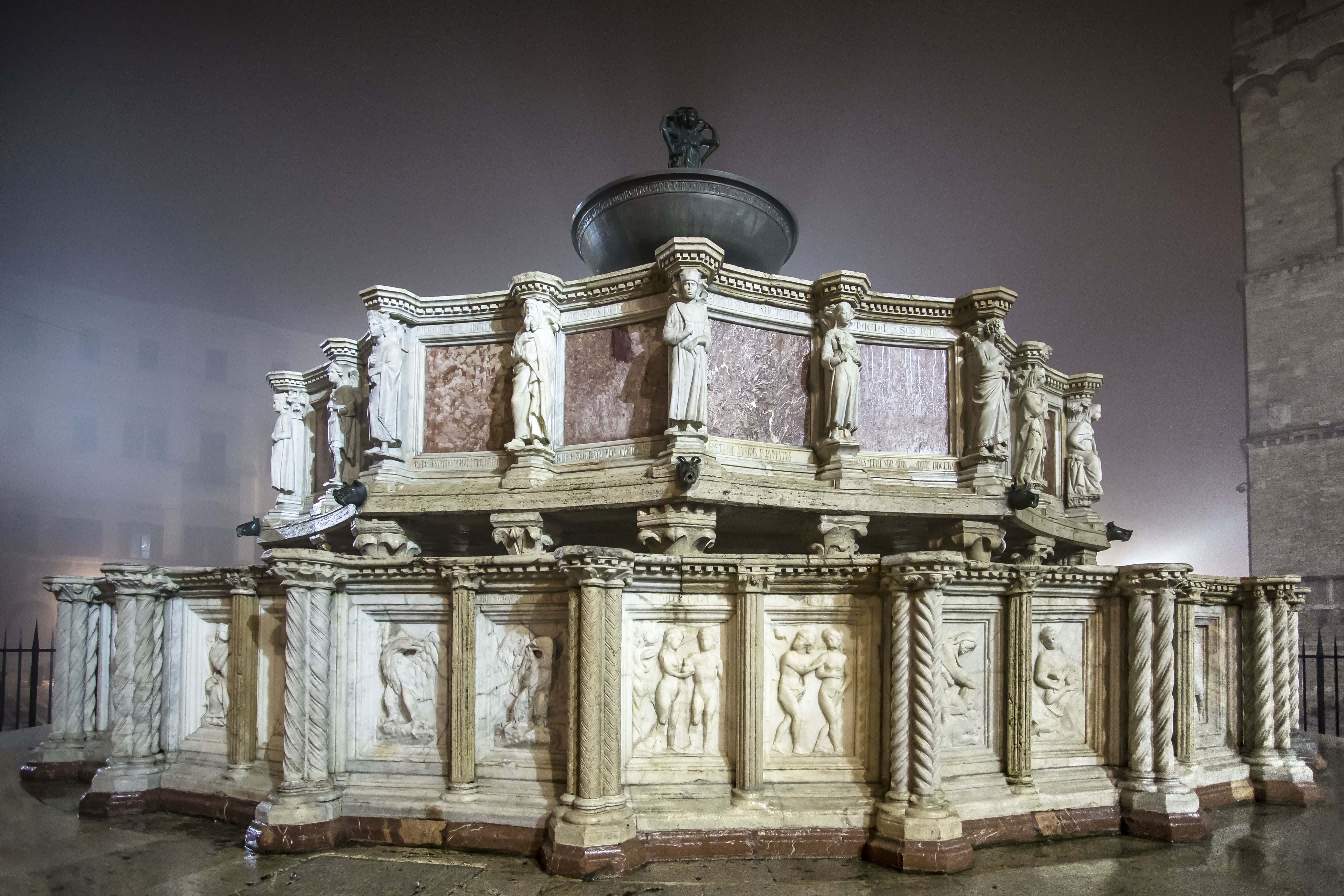
Pisanos Reliefs an den Becken

Die Fontana Maggiore, ein mit Reliefs reich geschmückter Brunnen in der umbrischen Stadt Perugia, ist der wohl berühmteste aller mittelalterlichen Brunnen Italiens.
Er wurde 1277–1278 errichtet und von den damals bedeutendsten Bildhauern Italiens, Vater Niccolò Pisano und Sohn Giovanni Pisano mit Skulpturen versehen. Der Brunnen war Endpunkt einer Anlage mehrerer Aquädukte, die das Wasser vom drei Kilometer entfernten Monte Paccino durch Bleirohre auf den Stadthügel leitete. Man beschloss den Bau 1254, der zwei Jahrzehnte dauerte, da der hoch gelegene Brunnen technische Probleme bereitete.
Der Brunnen hat einen dreigeschossigen Aufbau, die beiden unteren Teile bestehen aus Marmor. Das ausladendste Becken hat den Grundriss eines 25-Ecks. Die zweite, mittlere Schale wird von 36 Säulen am Rand und einer mittleren Säule getragen. Sie ist ein 24-Eck, wobei jede zweite Ecke nach innen gezogen ist. Auf der obersten, bronzenen Schale stehen drei junge Grazien, die gemeinsam eine Wasser spendende Amphore tragen.
Den zahlreichen Relieftafeln und Figuren des Brunnens liegt ein umfassendes Programm zugrunde: auf der untersten Ebene ist auf 50 Feldern das Leben auf der Erde in drei thematischen Zyklen dargestellt: die Menschheitsgeschichte aus dem Alten Testament, die Monatsarbeiten zusammen mit den Artes mechanicae – die handwerklichen Arbeiten – und den sieben Freien Künsten (Artes liberales) mit der Verkörperung der Philosophie.
Die obere zwölfseitige Schale wird von 24 Säulen gestützt. Jeweils darüber stehen 24 dreiviertelrund gearbeitete Figuren, die sich auf der Brunnenwand mit Feldern aus rotem Marmor abwechseln. Sie stehen für eine ranghöhere Welt: Personifikationen von Perugia und Rom, Engel und Schutzheilige, biblische, mythologische und historische Figuren. Die Vielfalt des Bildprogramms war ohne Vorbild in der Geschichte öffentlicher Brunnen, nicht nur in Italien.
Durch Witterung und alltäglichen Gebrauch abgenutzt und beschädigt, wurde die Anlage mehrfach restauriert und ergänzt. Statt über die Stufen trat man ursprünglich über eine Rampe aus Backsteinen an den Brunnen heran. Die Säulen des inneren Rings waren ursprünglich nicht aus Travertin, sondern aus rotem Stein wie die Felder der Wandung darüber. Die Reliefs sind teilweise so sehr verwaschen, dass eine sichere stilistische Zuweisung an einen der beiden Pisani nicht möglich ist.
Der Brunnen wurde zuletzt 1948 umfangreich restauriert.
An der anspruchsvollen Ikonographie, dem künstlerischen Rang und dem technischen Aufwand ist zu erkennen, dass der Brunnen mehr als nur dem Alltagsnutzen dienen sollte. Vielmehr war er zugleich „hoheitsvolles Staatssymbol“ der Stadt, die sich 1198 von der kaiserlichen Autorität gelöst und unter den Schutz des Papstes in Rom gestellt hatte, gleichwohl als Handelsstadt (ähnlich wie die toskanischen Stadtstaaten) aber weitgehende Selbstständigkeit anstrebte.